# Songkhla
För andra betydelser, se Songkhla (olika betydelser).

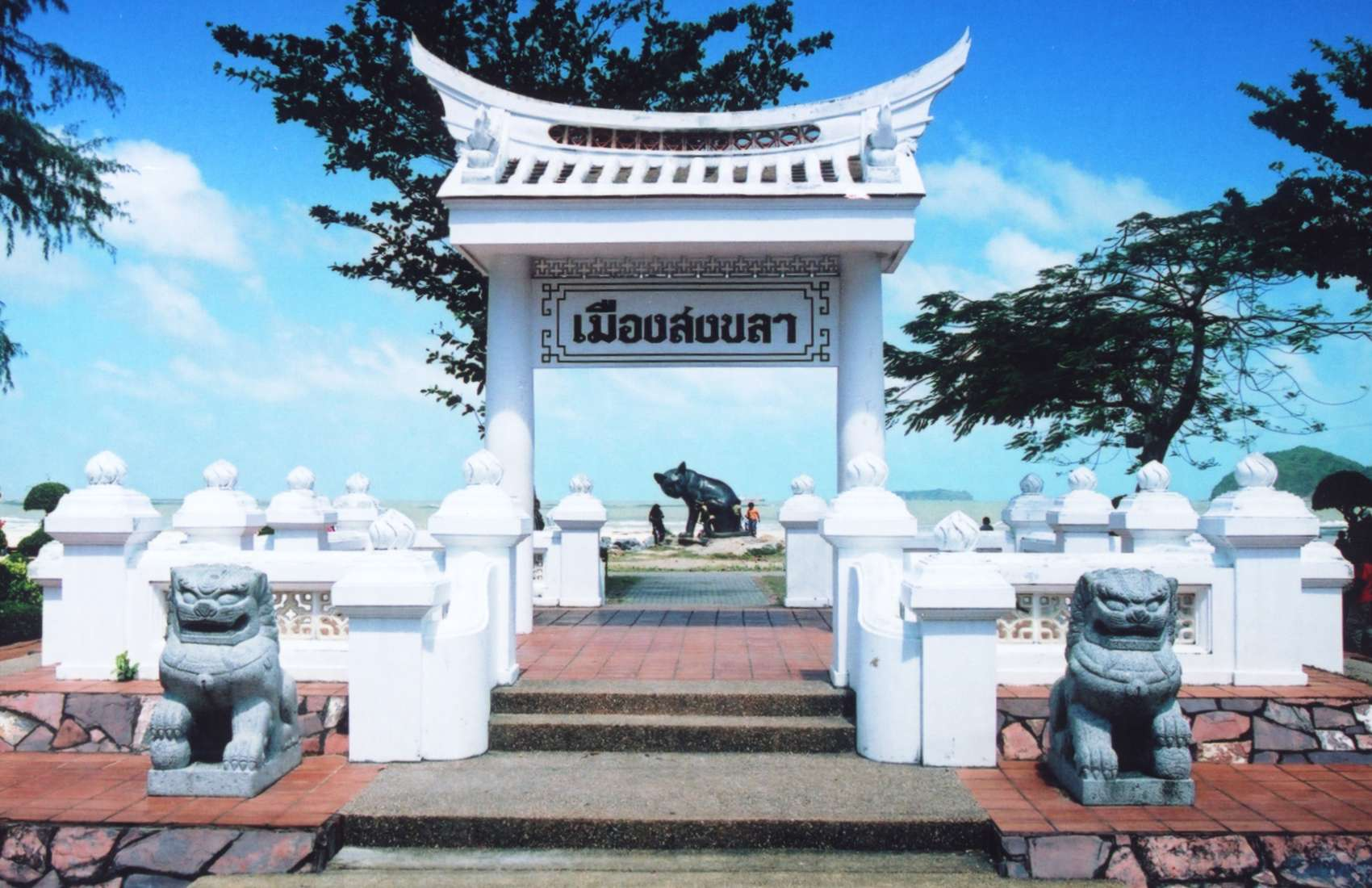
Laem Samila beach

Songkhla (thai: สงขลา) är en stad (thesaban nakhon) i södra Thailand nära gränsen till Malaysia. År 2006 hade staden en befolkning på 75 048 invånare. Songkhla är huvudstad i provinsen Songkhla, men har färre invånare än grannstaden Hat Yai i samma provins.
På grund av sitt läge vid den stora sjön Songkhla vid Siamviken är det en fiskestad med en viktig hamn. Songkhla var en gång känd som Singgora (Lejonstaden).
I december 1941 landsteg den Kejserliga japanska armén här och mot väst som en del av Malayakampanjen som kulminerade i slaget om Singapore.